# Lychrosimorphus rotundipennis
Lychrosimorphus rotundipennis là một loài bọ cánh cứng trong họ Cerambycidae.